# کانادهون چوشینگورا

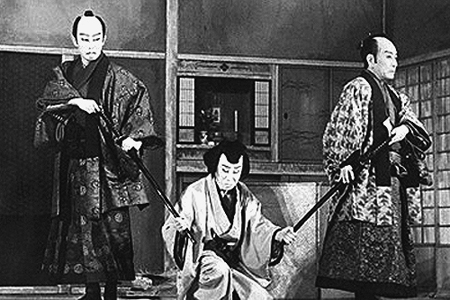
نمایش یازده‌گانه ژاپنی

کانادِهون چوشینگورا (به ژاپنی: 仮名手本忠臣蔵, Kanadehon Chūshingura)، یک نمایش عروسکی بونراکو یازده‌گانه است که در سال ۱۷۴۸ ساخته شده‌است. یکی از مشهورترین نمایش‌های ژاپنی است.